# Bisque

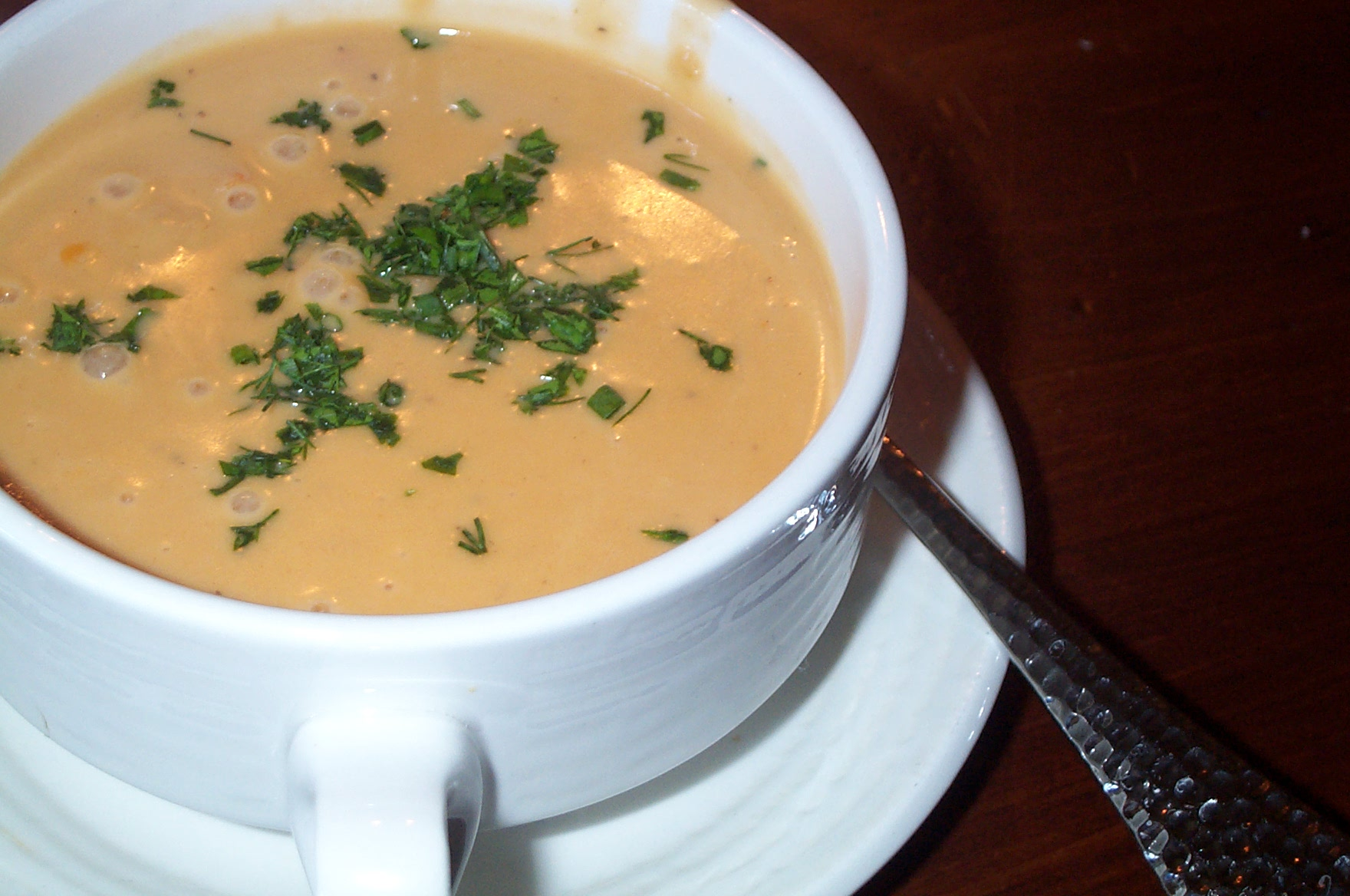
Bisque de lagosta

Bisque é uma sopa típica da culinária da França que consiste num caldo de carne ou de crustáceos engrossado com crème fraîche ou com outros ingredientes (arroz, puré de legumes ou uma pasta feita com as carapaças dos crustáceos). 
Por extensão, chama-se “bisque” à cor creme-alaranjada, própria da carapaça dos crustáceos cozinhados e dos molhos feitos com estas preparações. 

## Etimologia
A origem da palavra é a mesma que a do biscoito. Segundo Antoine Furetière, no seu “Dictionnaire universel” de 1690, esta iguaria deve ser preparada em várias fases – “bis cotia” – fazendo em primeiro lugar um caldo com vegetais e outros condimentos, a que se juntam depois as carnes ou mariscos, novos temperos ou aromatizantes (como vinho ou tomate) e finalmente, o espessante. .

## História
Uma das primeiras referências a esta sopa figura no “Cuisinier François” de La Varenne, como uma (feminino, em língua francesa) “bisque de pigeonneaux”: uma sopa de pombos ou borrachos recheados com trufas, branqueados e depois cozidos num caldo aromatizado, servidos sobre fatias de pão e acompanhados de cristas de galo, arroz de vitela, fundo de borrego, cogumelos, pistácios e limão. 
Furetière refere também a “bisque de poisson”, feita com carpa desfeita, juntamente com as suas ovas e testículos, e também com lagostim-de-água-doce. 

## Preparações modernas
Apesar da sua história, a bisque tornou-se popular em muitos países, mas principalmente como uma sopa de marisco (lagosta, caranguejo, camarão ou lagostim), em que o ingrediente principal é a casca dos mariscos, que é assada e depois cozida para ser transformada num puré; este puré não é suficiente para engrossar o caldo, pelo que se coze muitas vezes arroz no caldo, ou se junta um roux. A carne dos mariscos, apenas cozida ou igualmente desfeita, é adicionada ao caldo no fim da preparação.

Em razão da sua cor, denominam-se também “bisques” as sopas feitas com o puré de vegetais de polpa alaranjada, como algumas abóboras, cenoura e pimentão vermelho, mesmo que não tenham mariscos, podendo mesmo ter como base um caldo de carne ou de galinha. 
Numa receita de bisque de camarão, que mostra bem as diferentes fases desta preparação, começa por se saltear as cascas e cabeças de camarões em manteiga, junta-se cenoura, aipo, cebola e alho, cortados finos (mirepoix) até caramelizarem; adiciona-se concentrado de tomate, páprica e conhaque, a que se deita fogo, e finalmente caldo de peixe já preparado e deixa-se ferver em fogo brando. Coa-se o caldo, volta ao lume, mas sem deixar ferver, junta-se creme de leite e mexe-se até obter um creme; acrescentam-se os filetes de camarão salteados em azeite, tempera-se e serve-se. 